# 兒童人權
儿童人权（英文：Children's rights），又稱兒童權利，指的是儿童享有的各项权利，是人权的一部分。儿童人权着重强调对未成年人的特别保护及关爱。1989年联合国签署的《儿童权利公约》中将“儿童”一词定义为“所有年龄未满十八岁的人”。 儿童人权中所囊括的各项权利包括：受到父母的监护，享有人的尊严；以及各项基本需求，其中包括：人身安全、食物、普及的义务教育、医疗保障、适用于儿童年龄及身心发展的刑法、对儿童公民权利的保护；亦有免于各种歧视和恐惧的权利，其中包括：针对儿童个人的民族、性别、性取向、性别认同、国籍、宗教信仰、身心障碍、肤色，种族以及其他身份特征的歧视。而对“儿童人权”的释义范围也十分广泛，有“允许儿童拥有自决行为的意志”一说，也有“保障儿童免受身体、心理上的虐待”一说（尽管目前对何种行为可构成虐待仍存争议）。而其他的定义则包括儿童得到关爱和抚养的权利。
联合国的《儿童权利公约》指出：“儿童”系指所有未满十八岁之人。然而（由于各个国家）不同的法律，规定在十八岁以前就成为成年人的不受此限制。然而在国际法中并没有其他条文来明确定义语言中用以描述“年轻人”的各种词语，如“未成年人”、“青少年”、“青年”等。但“儿童人权”和“青少年人权”这两种事物则应该区分开来。
与此同时，儿童人权也会涉及到社会其他领域的问题，如法律、政治、宗教和伦理问题。

## 儿童人权的正当性

在墨西哥梅里达街头行走的“时钟男孩”

由于未成年人受限于大多数国家、地区的法律，通常不享有自己独立作出重要决定的权利，而一般是成年监护人（如家长、社会工作者、老师和青少年事务工作者等）在法律上根据现实情况代替他们行使权利。一些人认为这种政策环境会导致儿童（或青少年）对自身的事务缺乏足够的掌控力，也会使这一群体的正当权益受到侵害。著名哲学家路易·皮埃尔·阿尔都塞（马克思主义哲学家，阿尔及利亚籍）在这一方面的研究较为深入，他指出像这样的立法机构往往是“压迫儿童的国家机器”。
而政府颁布的政策也被一些所谓评论人士粉饰太平，以掩饰成年人压榨、虐待儿童的方式，这导致儿童贫困、童工、和缺乏受教育权利的现象之泛滥。从这一点来看，儿童应该被视为一种弱势群体，且社会需要重新审视其对待儿童的方式与态度。
而研究人员已认定儿童也需要在社会参与方面获得认同感，其权利和义务在所有年龄段应该被充分尊重。 

## 儿童人权历史上的定义
威廉·布莱克斯通（1765-1769）则提出了父母对孩子的三种义务：抚养、保护和教育。以现今看来，孩子有权利从父母那里得到这些权利。
国际联盟于1924年通过并颁布了《日内瓦儿童权利宣言》，这份文件明确指出儿童理应满足的各项要求：健康的成长、饥饿的儿童可获得食物、患病的儿童可获得医疗保障，发育迟缓的儿童可获得照料与教育，孤儿可获得收容所的接纳，以及可免于被剥削与压榨。
而联合国成员国签署的《世界人权宣言》（1948年）中25条第2则如是陈述：母亲和儿童有权享受特别照顾和帮助。一切儿童，无论婚生或非婚生，都应享受同样的社会保护。
联合国大会也通过了《儿童权利公约》（1989年），这份文件明确指出了十项保护儿童人权的准则，例如：享有普遍的人权，享有特别的照顾，享有免于受到歧视的权力等等。
定义儿童人权在近半个世纪以来逐渐达成共识。希拉里·克林顿（后曾担任律师）在1973年出版的著作中阐述，儿童的权利是一个“需要下个定义的标语”。据一些研究人员的说法，针对儿童人权的定义仍然没有完善。部分人也提出，儿童所享有的权力无法通过一个单一的概念来下定义。
《儿童权利法》被认为是处于“法律与儿童生活的交集”这一关键点上。其主要是关于青少年犯罪问题和法律正当程序的，并适用于那些涉及刑事司法制度问题、代理人问题以及心理矫正及康复问题的儿童；亦用以保障儿童可以获得国家提供的保护与照料，确保无论民族、性别、性取向、性别认同、国籍、宗教信仰、肤色、种族等问题，所有儿童都可以获得受教育的机会；此部法律也涉及医疗保障制度。

## 权利的分类

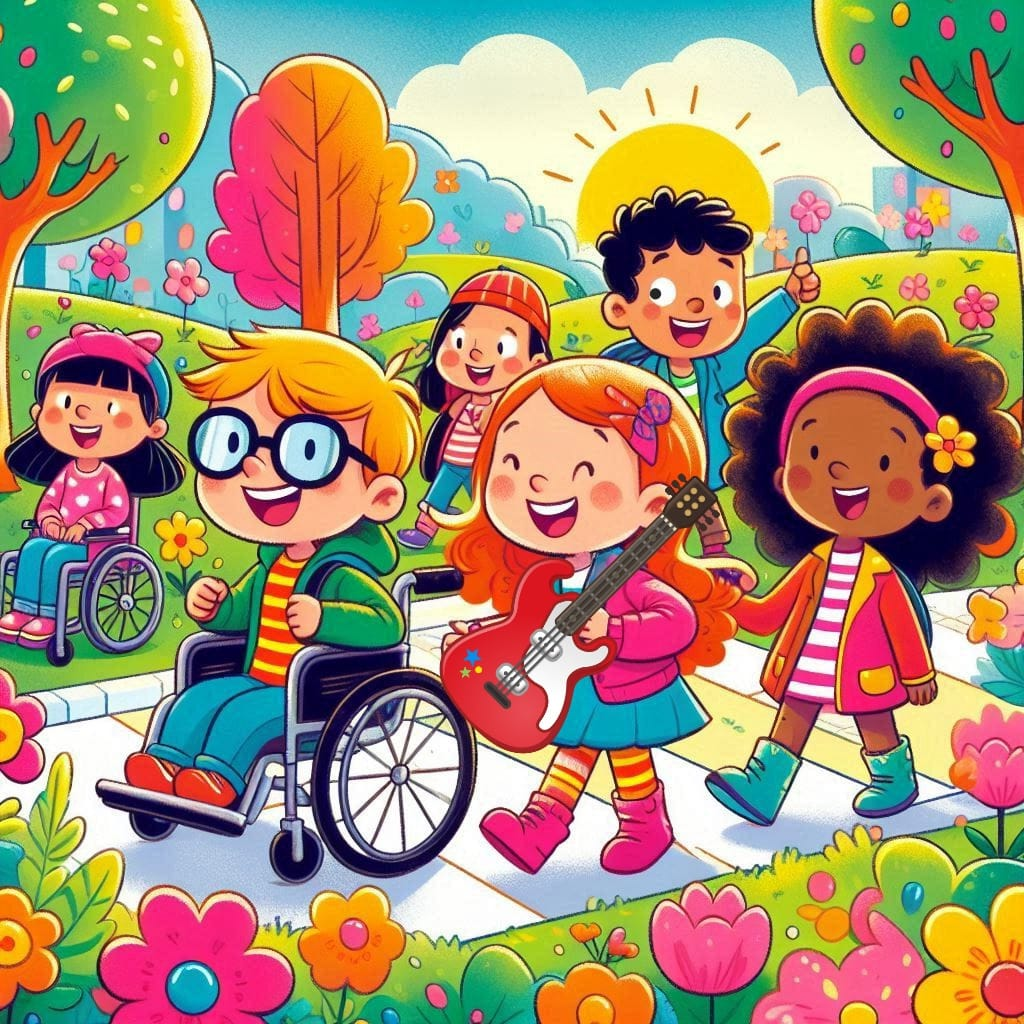
Direitos Humanos Fundamentais

在《国际人权法》的框架下，儿童群体享有两种类型的人权：儿童和成年公民一样，享有基本的、普遍的人权（部分权利除外，如婚姻。达到法定年龄之前不可享有）；在未成年之前，儿童也享有某些特别的权利，以对这一群体产生保护，如人身安全的保障、免受非人道、残忍的对待，在儿童阶段受到特殊的保护等。还有一些特殊的权利包括：生存权、姓氏权、对于自身问题有自由表达观点的权利、自由思考、信仰宗教的权利、获得医疗保障的权利，免于受到性与经济压榨的权利，以及受教育的权利。
儿童人权在诸多方面都有各种各样的定义，包括公民、政治、经济、社会与文化权利。凡此种种大致可以分为两大类：一种是提倡儿童在法律框架内是有自决权利的群体，一种是敦促社会保护儿童免受因为缺乏独立性而招致的伤害。这两类可被称为“权利的赋予”和“有权利受到保护”。
联合国的儿童教育指导方针将《儿童权利公约》中阐述的权利大致分成了“3个P”：Provision、Protection和Participation。这三个英文名词分别代表：
- Provision：儿童有权利达到充足的标准生活水准，包括居住条件、医疗保障和教育、社会的各种服务、可以嬉戏娱乐。其中可以细化解释为：享有充足而又平衡的饮食、享有安全舒适的睡眠环境，享有受教育的权利。
- Protection：儿童有权利免于遭受虐待、忽视、压榨和歧视。其中提到儿童应该有一个安全的场所去游玩和嬉戏，受到负责任又科学的养育，对其身心发展的关心。
- Participation：儿童有权利参加社会实践与社区活动，有权为自己参与、发起各项服务与活动。这其中就包括有权利用图书馆资源和社区服务，各种社会组织。[11]